# Кромвель, Тиффани
Тиффани Кромвель (англ. Tiffany Cromwell; род. 6 июля 1988, Стирлинг) — австралийская шоссейная велогонщица.

## Карьера

### Шоссе
Начиная с 2002 года, после того, как её определила программа выявления талантов Южно-Австралийского спортивного института, Кромвель начала свою велосипедную карьеру. Велоспорт был не первым видом спорта, которым занялась Кромвель, ранее она занималась балетом, бегом, триатлоном и баскетболом, с последним из которых у неё были семейные связи. Несмотря на интерес к баскетболу в качестве карьеры до велоспорта, Кромвель признает, что её рост «всегда подводил [её]». Первоначально Кромвель не любила езду на велосипеде, сославшись на то, что она была «крохотной и одной из худших в [своей] группе» на шоссе, но вскоре обнаружила свою любовь к этому виду спорта, когда заняла третье место в своей первой шоссейной гонке на чемпионатах штата.
После нескольких подиумов в юношеских играх Океании одна из первых международных побед Кромвель пришлась на 2008 год на Сеа Оттер Классик в Калифорнии, когда она совершила одиночную атаку на последних нескольких кругах, несмотря на ветер со скоростью 48 км/ч). В следующем году она выиграла эту же гонку снова одиночным отрывом.
В 2010 году Кромвель присоединилась к своей первой европейской команде которой стала Lotto Ladies Team после того, как контракт с другой командой был расторгнут. Из-за проблем со связью и команда, и гонщик решили разойтись в середине 2011 года. После этого до конца сезона Кромвель выступала за команду Hitec Products UCK.
В 2012 году присоединилась к австралийской команде GreenEDGE-AIS. Здесь она одержала несколько своих главных побед. Одной из них стала победа на пятом этапе Джиро Роза. На этапе Кромвель атаковала за более чем 100 километров до финиша и завершила этап с преимуществом в восемь с половиной минут над соперниками, а в какой-то момент фактически оказалась в майке лидера гонки. С Orica-AIS Кромвель также одержала свою первую крупную однодневную победу. Ей стала Омлоп Хет Ниувсблад в 2013 году, на которой она выиграла в финишном спринте у Меган Гарнье и одержала свою первую весеннюю победу в классике.
В 2014 году Кромвель присоединилась к Specialized–lululemon. В её составе несколько раз поднималась на подиум на этапах Тура Ардеша и заняла второе место в горной классификации. В том же году приняла участие в Играх Содружества, проиграв бронзовую медаль в шоссейной групповой гонке на финише Эшли Мулман из Южной Африки. В следующем году она заняла третье место на первом этапе Джиро Роза.
После сезона 2015 года Velocio–SRAM сменила название на Canyon-SRAM Racing. В сезоне 2016 года Кромвель финишировала третьей на Омлоп Хет Ниувсблад и выиграла четвёртый этап Джиро Роза. В следующем году выиграла первый этап Тура Тюрингии. В 2018 году снова приняла участие в Играх Содружества, где в качестве дорожного капитана она команды поддержала Хлою Хоскинг в борьбе за золотую медаль.
19 мая 2021 года было объявлено, что Кромвель была включена в состав сборной Австралии по шоссейному велоспорту на отложенных Олимпийских играх в Токио, что ознаменовало её олимпийский дебют. На жесткой и влажной трассе групповой гонки финишировала лучшей среди австралиек на 26-м месте, почти на три минуты отстав от победительницы гонки Анны Кизенхофер из Австрии. 27 октября 2021 года было объявлено, что Кромвель останется в составе команды Canyon-SRAM ещё на два года, продолжая свою смешанную программу гонок по шоссе и гравию до конца 2023 года.

### Гравий
Первое участие Кромвель в гравийном мероприятии было в августе 2019 года, когда она вместе с товарищем по команде Canyon-SRAM Racing Эллой Харрис выстроилась в очередь на гравийное мероприятие Steamboat Springs (SBT GRVL) в Колорадо, за четыре дня до шоссейной гонки Классика Колорадо. Кромвель завершила синюю трассу второй после Харрис со временем пять часов и шесть минут.
В 2020 году, когда Кромвель продлила свой контракт с Canyon-SRAM Racing, было объявлено, что она будет участвовать в смешанной программе, которая будет включать гонки по гравию. Эта программа должна была начаться в июне 2021 года, но из-за её выбора для участия в отложенных летних Олимпийских играх 2020 года была перенесена на август. Чтобы начать свой календарь с четырьмя гонками по гравию, Кромвель 15 августа приняла участие в своем втором SBT GRVL. По возвращении Кромвель участвовала в более длинной 232-километровой чёрной трассе и заняла 8-е место в своей группе с результатом 7 часов 32 минуты и 45 секунд. Шесть дней спустя участвовала в Belgian Waffle Ride (BWR), проходивших в Ашвилле, штат Северная Каролина. Кромвель преодолела 164-километровую «вафельную» трассу за 5 часов 30 минут и 42 секунды, заняв третье место. Третья гравийная гонка в году для неё должна была стать трехдневным мероприятием, организованным Gravel Epic в Марракеше 7–9 октября, но оно было отложено из-за пандемии COVID-19 в Марокко. Последняя гравийная гонка для неё в 2021 году состоялась 31 октября и представляла собой Belgian waffle ride на 178,81 км в Лоренсе, штат Канзас. На гонке вместе с Флавией Оливейрой и Ханной Шелл рано оторвались на первых 16 км. Пройдя примерно пятую часть гонки, Шелл уступила лидирующей паре, а Оливейра предприняла одиночную атаку на 35 км, оставив Кромвель в одиночку и второй позиции на трассе. Несмотря на это, вскоре после этого Кромвель догнала и обогнала Оливейру, став лидером гонки. Она сумела в одиночку проехать оставшиеся километры финишировав почти с 10-минутным преимуществом и одержав свою первую победу в гонках по гравию.

## Личная жизнь
С февраля 2020 года Кромвель состоит в отношениях с финским автогонщиком Валттери Боттасом.

## Достижения
2006
10-я на Чемпионат мира — индивидуальная гонка U19
2008
Сеа Оттер Классик
2-я Чемпионат Австралии — групповая гонка U23
2009
Сеа Оттер Классик
2-й этап (ITT) на Рут де Франс феминин
3-й этап на Тур Лимузена
3-я Чемпионат Австралии — групповая гонка U23
7-я на Монреаль Ворлд Кап
2010
2-я Чемпионат Австралии — индивидуальная гонка U23
2-я Чемпионат Австралии — групповая гонка U23
2-я на Тур Бохума
3-я на Тур Новой Зеландии
2012
5-й этап на Джиро Роза
2-я Чемпионат Австралии — групповая гонка
2-я на Гран-при Плуэ
7-я на Опен Воргорда RR
2013
Омлоп Хет Ниувсблад
9-я на Чемпионат мира — групповая гонка
9-я на Тур Дренте
9-я на Флеш Валонь
2014
3b-я этап (TTT) на Energiewacht Tour
2-я на Гран-при коммуны Корнаредо
5-я на Чемпионат мира — групповая гонка
9-я на Тур Фландрии
10-я на Гран-при Плуэ
2015
2a-я этап (TTT) на Energiewacht Tour
2-я на Хроно Шампенуа
3-я на Дварс дор де Вестхук
6-я на Тур Дренте
7-я на Опен Воргорда RR
2016
4-я этап на Джиро Роза
3-я на Омлоп Хет Ниувсблад
4-я на Опен Воргорда TTT
7-я на La course by Le Tour de France
2017
1-я этап на Тур Тюрингии
3-я на Ле-Самен
2019
1-я этап (TTT) на Джиро Роза

## Статистика выступления наГранд-турах
| Гонка / Год       | 2008           | 2009           | 2010           | 2011           | 2012           | 2013           | 2014           | 2015           | 2016           | 2017           | 2018           | 2019           | 2020           | 2021           | 2022 |
| ----------------- | -------------- | -------------- | -------------- | -------------- | -------------- | -------------- | -------------- | -------------- | -------------- | -------------- | -------------- | -------------- | -------------- | -------------- | ---- |
| Джиро Роза        | 50             | 22             | 23             | 68             | 11             | 11             | 29             | 31             | 35             | DNS-4          | 78             | 58             | —              | 26             | —    |
| Тур де Франс Фамм | не проводилась | не проводилась | не проводилась | не проводилась | не проводилась | не проводилась | не проводилась | не проводилась | не проводилась | не проводилась | не проводилась | не проводилась | не проводилась | не проводилась | 67   |

## Рейтинги
| Год                 | 2008  | 2009 | 2010 | 2011  | 2012 | 2013 | 2014 | 2015 | 2016 | 2017 | 2018  | 2019  | 2020  | 2021  | 2022  | 2023  | 2024  |
| ------------------- | ----- | ---- | ---- | ----- | ---- | ---- | ---- | ---- | ---- | ---- | ----- | ----- | ----- | ----- | ----- | ----- | ----- |
| Мировой рейтинг UCI | 149-й | 93-й | 47-й | 186-й | 40-й | 20-й | 25-й | 24-й | 46-й | 76-й | 195-й | 351-й | 237-й | 108-й | 308-й | 380-й | 440-й |
| Мировой кубок UCI   | -     | 37-й | 76-й | -     | 9-й  | 17-й | 30-й | 21-й |      |      |       |       |       |       |       |       |       |
| Мировой тур UCI     |       |      |      |       |      |      |      |      | 32-й | 62-й | 90-й  | 114-й | 95-й  | 86-й  | 109-й | 136-й | 186-й |
|                     |       |      |      |       |      |      |      |      |      |      |       |       |       |       |       |       |       |
| Источник: UCI       |       |      |      |       |      |      |      |      |      |      |       |       |       |       |       |       |       |